# Буш-Рівер 207
Буш-Рівер 207 (англ. Bushe River 207) — індіанська резервація в Канаді, у провінції Альберта, у межах спеціалізованого муніципалітету Маккензі.

## Населення
За даними перепису 2016 року, індіанська резервація нараховувала 503 особи, показавши зростання на 2,2%, порівняно з 2011-м роком. Середня густина населення становила 4,4 осіб/км².
З офіційних мов обидвома одночасно володіли 5 жителів, тільки англійською — 495. Усього 155 осіб вважали рідною мовою не одну з офіційних, з них усі — одну з корінних мов.
Працездатне населення становило 56,9% усього населення, рівень безробіття — 29,7%.
Середній дохід на особу становив $26 002 (медіана $18 496), при цьому для чоловіків — $28 365, а для жінок $24 023 (медіани — $17 216 та $19 072 відповідно).
15,4% мешканців мали закінчену шкільну освіту, не мали закінченої шкільної освіти — 58,5%, 27,7% мали післяшкільну освіту, з яких 11,1% мали диплом бакалавра, або вищий.
| Статево-вікова структура населення | Статево-вікова структура населення | Статево-вікова структура населення | Статево-вікова структура населення | Статево-вікова структура населення |
| ---------------------------------- | ---------------------------------- | ---------------------------------- | ---------------------------------- | ---------------------------------- |
|                                    |                                    |                                    |                                    |                                    |
| Всього                             | Всього                             | 50,0%                              |                                    |                                    |
| 0 — 14 років                       | 0 — 14 років                       |                                    | 34,7%                              | 34,7%                              |
| 15 — 64 років                      | 15 — 64 років                      |                                    | 59,4%                              | 59,4%                              |
| 65 і більше                        | 65 і більше                        |                                    | 5,9%                               | 5,9%                               |
| Середній вік (років)               | Середній вік (років)               | 26,630,2                           | 28,4                               | 28,4                               |
| Медіана (років)                    | Медіана (років)                    | 21,729,2                           | 23,8                               | 23,8                               |
| — чоловіки — жінки                 |                                    |                                    |                                    |                                    |

| Походження мешканців:     | Походження мешканців:     | Походження мешканців: | Походження мешканців: | Походження мешканців: |
| ------------------------- | ------------------------- | --------------------- | --------------------- | --------------------- |
| Походження                |                           |                       | осіб                  | %                     |
| Корінні американці        | Корінні американці        |                       | 490                   | 98%                   |
| Інше північноамериканське | Інше північноамериканське |                       | 10                    | 2%                    |
| Європейське               | Європейське               |                       | 115                   | 23%                   |
| британське                | британське                |                       | 35                    | 7%                    |
| французьке                | французьке                |                       | 85                    | 17%                   |
| Карибське                 | Карибське                 |                       | 10                    | 2%                    |

## Клімат
Середня річна температура становить -0,8°C, середня максимальна – 21,3°C, а середня мінімальна – -28,4°C. Середня річна кількість опадів – 377 мм.
| Клімат поселення                              | Клімат поселення | Клімат поселення | Клімат поселення | Клімат поселення | Клімат поселення | Клімат поселення | Клімат поселення | Клімат поселення | Клімат поселення | Клімат поселення | Клімат поселення | Клімат поселення | Клімат поселення |
| Показник                                      | Січ.             | Лют.             | Бер.             | Квіт.            | Трав.            | Черв.            | Лип.             | Серп.            | Вер.             | Жовт.            | Лист.            | Груд.            |                  |
| Середній максимум, °C                         | −14,7            | −9,95            | −2,73            | 8,97             | 16,50            | 21,28            | 20,98            | 19,18            | 13,60            | 6,26             | −6,46            | −14,84           |                  |
| Середня температура, °C                       | −21,54           | −16,76           | −9,57            | 2,11             | 9,65             | 14,44            | 16,46            | 14,67            | 9,09             | 1,75             | −10,97           | −19,37           |                  |
| Середній мінімум, °C                          | −28,37           | −23,61           | −16,39           | −4,72            | 2,82             | 7,61             | 11,93            | 10,12            | 4,56             | −2,76            | −15,5            | −23,88           |                  |
| Норма опадів, мм                              | 19               | 15               | 18               | 16               | 36               | 57               | 64               | 51               | 34               | 27               | 22               | 18               |                  |
| Середньомісячна швидкість вітру, м/с          | 2.80             | 2.90             | 3.10             | 3.30             | 3.40             | 3.30             | 2.70             | 2.90             | 3.28             | 3.37             | 2.90             | 2.60             |                  |
| Середньомісячна сонячна радіація, кДж/м²·день | 1875             | 4812             | 10336            | 16565            | 20541            | 22042            | 20821            | 16572            | 10447            | 5264             | 2219             | 1238             |                  |
| --------------------------------------------- | ---------------- | ---------------- | ---------------- | ---------------- | ---------------- | ---------------- | ---------------- | ---------------- | ---------------- | ---------------- | ---------------- | ---------------- | ---------------- |
| Джерело:                                      |                  |                  |                  |                  |                  |                  |                  |                  |                  |                  |                  |                  |                  |